# Uliks Stanger
Uliks Stanger (Štanger, Stangher) (Opatija, 13. srpnja 1882. – Opatija, 16. listopada 1973.) bio je hrvatski političar, pripadnik pokreta otpora u Drugome svjetskom ratu, po struci odvjetnik.

## Životopis
Rodio se je 1882. u Opatiji. Potječe iz bogate obitelji. Otac Antun bio je brodovlasnik, a stric Andrija Stanger višestruki načelnik Voloskog i Opatije. Uliks je studirao u Beču pravo, a odvjetničku praksu otvorio u Istri. Izdavao je novine Hrvatsko slovo. Bio je tajnik društva hrvatskih intelektualaca u Trstu Dalmatinskog skupa. Stanger je bio jedan od stupova hrvatskoga liberalnog pokreta u Istri i jedan od čelnika Hrvatsko-slovenske narodne stranke.
Godine 1921. izabran je za poslanika istarskih Hrvata u rimskom parlamentu. Zbog agresivnih antihrvatskih mjera Italije kojom je vladao fašistički režim, 1929. godine bio je prisiljen emigrirati u Kraljevinu Jugoslaviju. Kad je jug Hrvatske oslobođen od talijanske okupacije, izabran je za predsjednika Istarskog društva u Splitu. Kad je u Splitu objavljen sastav prve Narodne vlade Federalne Hrvatske, Stanger je bio ministar obalnog pomorstva, ribolova i lokalnog prometa. Stanger je izabran kao stari istarski „vanstranački rodoljub” starije generacije i to je smatrano posebnim znakon pažnje prema istarskim Hrvatima.:1017